# 박기홍 (독립운동가)
박기홍(朴基鴻)은 일제시대에 운영난에 있는 장훈보통학교(長薰普通學校, 서울시 중구 장교동에 있었던 학교)를 인수하여 운영한 자산가이자 일제강점기에는 항일운동자금을 지원하던 독립운동가이다. (장형 내용 참조)

## 생애
1921년 5월 17일 경성부내 유지의 발기로 한약으로 시료하는 '피병원(避病院)'에 기부금을 냈던 것을 보도했고 1923년 11월 25일 대성중학기금 기부인사 방명록에 기재된 기사보도가 있었다. 또한 1936년 1월 19일 당시 안성에 살던 박기홍은 장훈보교 재직시 오만원을 농촌야학의 육성책 기부금으로 내놓은 것을 보도했다.
1936년 1월 19일 이후 박기홍에 대한 기록은 없고 광복 이후에는 단국대학교가 설립되면서 단국대학교 설립자 조희재(趙喜在) 여사의 부군이자 단국대학교 설립자 장형(張炯)의 오랜 동지(同志) 사이였다고 알려지게 되었다. (장형 내용 참조)
유족으로 알려진 박정숙은 1923년 2월 15일(음력) 서울 종로구 관철동에서 박기홍 선생과 혜당 조희재 여사의 무남독녀로 태어나 경성보통학교, 숙명고등여학교, 일본 메이지대학 전문부 법과를 졸업했다고 기록되어 있다.

## 활동
독립운동가 장형과는 뜻이 맞는 지사적 관계로 독립운동의 자금책이었던 장형을 도와 일제강점기에는 국내에서 은밀히 항일운동자금을 지원하던 독립운동가로 알려져 있으며 광복후에는 장훈보통학교를 인수했던 것으로 보도되어 있다. 당시의 신문을 보면 장훈보통학교는 한때 경영난의 비운에 봉착하야 그앞길이 자못 우려되드니(되더니) 마침 적수성가한 박기홍이 장훈보교에 오만원을 희사하여 인수한 기사가 실려있다.
동아일보의 기사자료에 따르면 1935년 장훈학교 인수당시 69세였으니 1866년생으로 추정된다.

## 같이 보기
- 조희재 (교육자)
- 장형

## 참고 문헌
- 한국 아나키즘운동사 연구(오장환 저, 국학자료원 출판) 231페이지 참여명단